# Enrique José Serrallés
Enrique José Serrallés (Cádiz, 27 de julio de 1936- Sevilla, 15 de septiembre de 1984) fue un escritor, poeta y novelista español. 

## Biografía
Enrique José Serrallés fue hijo de Ivelisse Delgado y Jesús Alberto Serrallés. Vivió sus primeros años de vida en Francia, donde a la edad de tres años sus padres se trasladaron. A sus trece años de edad cambió demasiado al haber quedado huérfano de ambos padres en un aparatoso accidente automovilístico donde Enrique quedó gravemente herido. 
Se trasladó a España donde vivió con su abuela paterna, Ramona Serrallés. A los quince años de edad comenzó a escribir poemas basándose en sus propias experiencias. Su primera novela publicada se titula Se apagó la luz, una novela basada en distintos asesinatos ocurridos entre 1933 y 1945, teniendo 19 años. La novela ganó el premio de literatura en 1950.
Se casó a la edad de 22 años con la venezolana Ángelica De Jesús. Tuvieron tres hijos: Pedro, Jesús y Cesár. Este último murió a la edad de tres años a causa de una neumonía.
Publicó su segunda novela El Horizonte en 1956. En 1963 publicó Adorno Floral dedicado a su hijo fallecido César. Publicó su cuarta novela en 1966 y estuvo basada en un sueño que tuvo en donde toda la tierra era color azul. Momentos de Paz fue su quinta novela y fue publicada en 1970, siendo reconocida en España, y ganó el premio de literatura. La Prueba, publicada en 1975, fue basada en la pérdida de sus padres. Vestido de Gala fue su última novela, la cual causó varias controversias ya que se dijo que fue un anticipo de su sorpresiva muerte.

## Novelas
- Se apagó la luz
- El Horizonte
- Adorno floral
- Campo Azul
- Momentos de Paz
- La Prueba
- Vestido de Gala